# Colin Powell
Colin Powell   (Nova York, 5 d'abril de 1937 - Walter Reed National Military Medical Center, 18 d'octubre de 2021) fou un militar i polític estatunidenc d'ascendència jamaicana. Va ser general en l'Exèrcit dels Estats Units d'Amèrica (EUA) i President de l'Estat Major Conjunt durant la Guerra del Golf. Va ser el primer secretari d'Estat negre dels EUA essent un dels membres més destacats de l'administració de George W. Bush. Va ser succeït per Condoleezza Rice.

## Biografia
La seva família procedia de Jamaica. El 1958 ingressà a l'exèrcit estatunidenc i va servir a la Guerra del Vietnam. El 1971 es va graduar en Ciències Polítiques a la Universitat de Washington. Powell fou soldat professional durant 35 anys, arribant a assolir el rang de General de Quatre Estrelles.
Del desembre de 1987 fins al gener de 1989 fou Assistent del President dels Estats Units per Assumptes de Seguretat Nacional. De l'1 d'octubre de 1989 fins al 30 de setembre de 1993, fou el dotzè President de l'Estat Major Conjunt, el càrrec militar de més rang a les Forces Armades dels Estats Units. Durant aquest període, supervisà 28 «crisis», entre elles l'Operació Tempesta del Desert a la Guerra del Golf de 1991. Fou guardonat dos cops (1991 i 1993) amb la Medalla Presidencial de la Llibertat.
Després de retirar-se de l'exèrcit, el secretari Powell va escriure la seva autobiografia My American Journey, publicada el 1995. El president George W. Bush el nomenà Secretari d'Estat el 16 de desembre del 2000 i prestà jurament el 20 de gener de 2001. El seu càrrec adquirí especial notorietat amb l'agressiva política exterior estatunidenca des del 2001.
Durant els preparatius de la invasió d'Iraq, Powell liderà la via diplomàtica en la gestió de la crisi iraquiana, en contraposició als agressius «falcons» de la vicepresidència i el Pentàgon. Posteriorment, la comprovació que les aunciades armes de destrucció massiva iraquianes no existien va danyar la seva credibilitat diplomàtica, i no fou confirmat en el càrrec després de la reelecció de George W. Bush com a president.
El 26 de març del 2007 participà en la jornada «Sortim al món» organitzada per FemCAT. El 2008 feu un comunicat oficial donant el seu suport al candidat demòcrata a la Casa Blanca, Barack Obama.
Powell estava casat amb Alma Vivian Johnson, nascuda a Birmingham, amb qui va tenir 3 fills. Va morir el 18 d'octubre de 2021, amb vuitanta-quatre anys per complicacions relacionades amb la COVID-19.